# 唐纳德·克拉姆
唐纳德·詹姆斯·克拉姆（英語：Donald James Cram，1919年4月22日—2001年6月17日）是一名美国有机化学家，他与让-马里·莱恩和查尔斯·佩德森共同获得1987年的诺贝尔化学奖。克拉姆生于1919年的美国佛蒙特州切斯特，2001年因癌症在加利福尼亚州棕榈沙漠逝世。他一生發表350多篇研究論文，並在主客体化学上貢獻良多。

## 早期經歷
唐納德·克拉姆出生及成長在美国佛蒙特州切斯特，他的父親是蘇格蘭裔，母親則是德國裔。克拉姆的父親在他4歲時就離開人世，失去家中的重要支柱，克拉姆靠著撫養未成年兒童家庭援助以及打工來賺取學費。當克拉姆18歲時，他至少做過18個不同的工作。
高中時期，克拉姆就讀於紐約州長島的溫伍德高中（Winwood High School）。
1938年到1941年期間，克拉姆靠著美國國家獎學金就讀位於佛羅里達州溫特帕克的羅林斯學院，此時他在化學系擔任助理，並活耀於多個校園組織中。隨後，克拉姆在羅林斯學院以能自行建立化學設備而聞名。1941年，克拉姆於羅林斯學院取得化學理學士學位。
在諾曼·克倫威爾（Norman O. Cromwell）的指導下，唐納德·克拉姆在1942年於內布拉斯加大學林肯分校取得有機化學理學碩士學位。他在內布拉斯加大學林肯分校研究的主題是《氨基酮、雜環仲胺與不飽和酮及溴的反應機制》（Amino ketones, mechanism studies of the reactions of heterocyclic secondary amines with -bromo-, -unsaturated ketones）。
取得碩士學位後，唐納德·克拉姆前往哈佛大學攻讀有機化學哲學博士學位，在路易斯·費瑟的指導下，克拉姆於1947年取得博士學位，其博士論文為《2-（酮基烷基）-3-羥基-1,4-萘醌的合成與反應》（Syntheses and reactions of 2-(ketoalkyl)-3-hydroxy-1,4-naphthoquinones）。

## 事業
1942年至1945年間，唐納德·克拉姆在默克藥廠實驗室接受馬克斯·提什勒的指導，進行青黴素等化學研究。取得博士學位後，克拉姆在麻省理工學院擔任美國化學學會博士後研究員，並與约翰·东布罗夫斯基·罗伯茨一起共事。克拉姆是克拉姆規則的創始人，該規則提供一模型，可預測羰基化合物與親核體互相衝突時的結果。他共發表過350多篇研究論文，著有8本與有機化學相關的書籍，並教導過來自21個國家的研究生及博士後學生。

### 研究領域

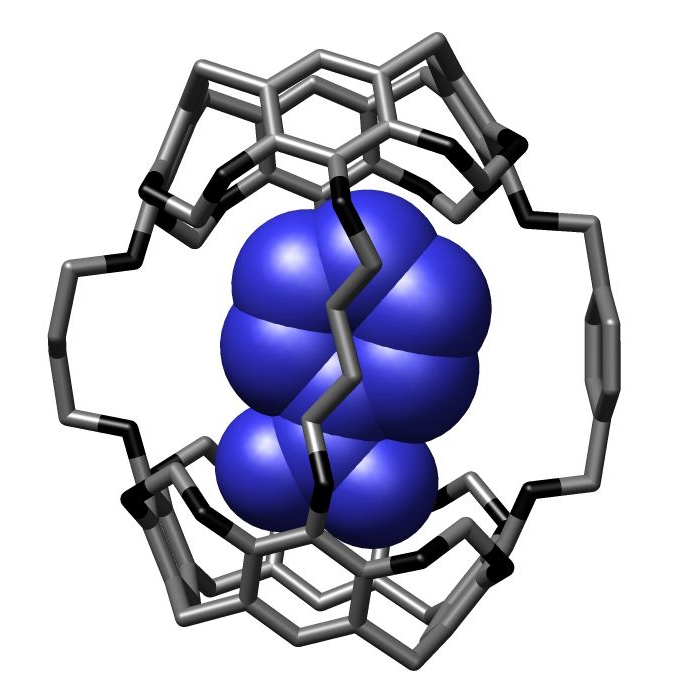
硝基苯與半分子監獄結合而成的晶體結構，圖片出自於唐納德·克拉姆與其同事的研究報告。

唐納德·克拉姆擴展了查爾斯·佩德森對冠醚合成研究，使冠醚與二維有機化合物能夠識別及選擇性地與某些金屬元素離子結合。他將這種化學分子合成為三維結構，並創造出一系列不同形狀的分子，由於這些分子有著互補型三維結構，使它們能夠與其他化學物質選擇性地相互作用。他的研究代表機能實驗室在仿製酶及其他天然分子合成上一大進步，而這種特殊的化學行僅靠其特徵結構來進行。克拉姆同時有在立體化學領域進行研究，而克拉姆規則即以他命名。

### 教職
唐納德·克拉姆於1947年在加州大學洛杉磯分校成為助理教授，1955年時則成為教授，並在該校擔任教職至1987年為止。他在學校是一名受歡迎的老師，職業生涯中共教導約8000名本科生，並指導過200名研究生。在課堂上，克拉姆會透過彈吉他及唱民歌的方式來教授課程。

### 著作
技術報告：
- . 美國能源部. 加州大學洛杉磯分校. 1976-01-15  [2017-08-16]. （原始内容存档于2012-10-14）.（透過美國能源部前身美國能源研究和發展署（英语：Energy Research and Development Administration）省核）
- . 美國能源部. 加州大學洛杉磯分校. 1978-01-15  [2017-08-16]. （原始内容存档于2012-10-14）.（透過美國能源部前身美國能源研究和發展署（英语：Energy Research and Development Administration）省核）
- . 美國能源部. 加州大學洛杉磯分校. 1980-01-15  [2017-08-16]. （原始内容存档于2012-10-14）.
- . 美國能源部. 加州大學洛杉磯分校. 1982-09-15  [2017-08-16]. （原始内容存档于2012-10-14）.

書籍：
1. Cram, Donald J.; Jane M. Cram. . Great Britain: Royal Society of Chemistry. 1994: 223 pp. ISBN 0-85404-507-4.
2. Cram, Donald J. . Washington, DC: American Chemical Society. 1990: 146pp.
3. Cram, Jane M.; Donald J. Cram. . Reading,  Massachusetts: Addison-Wesley. 1978: 456pp.
4. Hendrickson, James B.; Donald J. Cram; George S. Hammond. . Reading, Massachusetts: McGraw-Hill. 1970: 1279pp. 3rd ed.
5. Richards, John; Don Cram; George S. Hammond. . New York: McGraw-Hill. 1967: 444pp  [2017-08-16]. （原始内容存档于2022-05-07）.
6. Cram, Donald J. . New York: Academic Press. 1965: 289pp.
7. Cram, Donald J.; George S. Hammond. . New York: McGraw-Hill. 1964: 846pp. 2nd ed.
8. Cram, Donald J.; George S. Hammond. . New York: McGraw-Hill. 1959: 712pp. 1st ed.

### 獎項與榮耀
- 绍尔·温施泰因（Saul Winstein）有機化學基金教授席[11]
- 美國國家科學獎章：1993年[12]
- 美國國家科學院化工科學獎（英语：NAS Award in Chemical Sciences）：1992年[13]
- 國際科學院（International Academy of Science）院士[11]
- 格倫·西奧多·西博格獎章（英语：Glenn T. Seaborg Medal）：1989年[14]
- 諾貝爾化學獎：1987年[1][3][4]
- 威拉德·吉布斯獎（英语：Willard Gibbs Award）：1985年[15]
- 托勒曼獎（英语：Tolman Award）：1984年[16]
- 亞瑟·科普獎（英语：Arthur C. Cope Award）有機化學傑出貢獻獎：1974年[17]
- 美國文理科學院院士：1967年[11]
- 美國化學學會合成有機化學創意研究獎：1965年[11]
- 美國國家科學院院士：1961年[11]

## 個人生活
克拉姆曾經表示，他的事業並不是沒有犧牲。他曾有過2任妻子，但沒有任何子嗣。2001年，克拉姆因癌症享壽82歲。

## 贡献
- 克拉姆規則
- 主客体化学
- 对环芳

## 外部連結
- Nobel Prize Donald Cram autobiography（页面存档备份，存于）
- Photograph, Biography and Bibliographic Resources（页面存档备份，存于）
- Donald Cram: A Life in Pictures, UCLA Department of Chemistry and Biochemistry. (A tribute in pictures and collected speeches.)
- Harlan Lebo and Stuart Wolpert, UCLA News, "Donald Cram, Nobel Laureate and UCLA Chemist, Dies at 82,'" undated.（页面存档备份，存于）
- Donald Cram quotations from the BrainyQuote Web site.（页面存档备份，存于）